# Bosnien och Hercegovina vid världsmästerskapen i simsport 2022
Bosnien och Hercegovina tävlade vid världsmästerskapen i simsport 2022 i Budapest i Ungern mellan den 17 juni och 3 juli 2022. Bosnien och Hercegovina hade en trupp på två idrottare.

## Simning
| Idrottare       | Gren                         | Heat    | Heat      | Semifinal        | Semifinal        | Final            | Final            |
| Idrottare       | Gren                         | Tid     | Placering | Tid              | Placering        | Tid              | Placering        |
| --------------- | ---------------------------- | ------- | --------- | ---------------- | ---------------- | ---------------- | ---------------- |
| Nikola Bjelajac | Herrarnas 50 meter frisim    | 23,42   | 54        | Gick inte vidare | Gick inte vidare | Gick inte vidare | Gick inte vidare |
| Lana Pudar      | Damernas 50 meter fjärilsim  | 27,14   | 29        | Gick inte vidare | Gick inte vidare | Gick inte vidare | Gick inte vidare |
| Lana Pudar      | Damernas 100 meter fjärilsim | 58,90   | 13 0Q0    | 57,67            | 7 0Q0            | 58,44            | 8                |
| Lana Pudar      | Damernas 200 meter fjärilsim | 2.10,20 | 12 0Q0    | 2.07,58 0NR0     | 4 0Q0            | 2.07,85          | 6                |